# Stadio José Gomes
Lo stadio José Gomes (in portoghese Estádio José Gomes), noto anche come Estádio da Reboleira dal nome della località che lo ospita, è uno stadio di calcio situato nella freguesia di Venteira, nella città di Amadora, in Portogallo. 
Inaugurato nel 1957, fu ristrutturato nel 1991. L'impianto è stato posto all'asta nel 2022, venendo rilevato dal sodalizio sportivo dell'Estrela Amadora, che ha raccolto l'eredità del disciolto Clube de Futebol Estrela da Amadora.
Lo stadio, oltre ad ospitare abitualmente le partite interne del Estrela Amadora, ha ospitato una partita di coppa del Clube Desportivo dos Olivais e Moscavide e un incontro della Nazionale Under-21 di calcio del Portogallo nell'ambito delle qualificazioni al campionato europeo di calcio Under-21 2023.